# Austin Whippet
L'Austin Whippet est un avion biplan monoplace de sport britannique de l'entre-deux-guerres.
Cet appareil de construction mixte avait une voilure en bois entoilée composée de plans égaux en corde et en envergure, non décalés et sans flèche. Le fuselage en tubes d’acier entoilés était posé sur le plan inférieur et terminé par un empennage haubané largement dimensionné. L’ensemble reposait sur un train classique fixe, essieu à l’avant et patin arrière. La voilure pouvait se replier vers l’arrière, permettant de loger cet avion dans un hangar mesurant 5,5 m de long, 2,45 m de large et 2,45 m de haut.
Le prototype [K-158, c/n AU1] prit l’air en 1919 avec un moteur 2 cylindres à plat. La version de série était proposée pour 450 UK£, soit le prix d’une voiture moyenne, avec un moteur Anzani 6 cylindres en étoile de 45 ch. Ainsi modifié l’appareil fut présenté au public en juillet 1920 au Salon aéronautique d’Olympia, son prix étant passé à 500 UK£. Face aux nombreux appareils des surplus de guerre, le Whippet avait peu de chances de s’imposer, et moins d’une dizaine furent construits.